# Lóegaire mac Néill
Lóegaire, (Loeguire, Láegaire, Laoghaire, anglicizzato in Leary), figlio di Niall dei Nove Ostaggi (fl. V secolo), è stato un semi-leggendario sovrano supremo d'Irlanda che successe al padre.
Le fonti dicono che durante il suo regno San Patrizio giunse in Irlanda. Sarebbe morto nella seconda metà del V secolo.
Nella Vita di San Patrizio di Muirchu moccu Machtheni (VII secolo), Lóegaire è descritto come un grande, crudele imperatore pagano dei barbari di Tara. Dopo aver più volte tentato di uccidere San Patrizio, Lóegaire fu ammonito dal santo di accettare la vera fede, altrimenti sarebbe morto. Il sovrano alla fine si sottomise. Ma Tírechán afferma che nonostante tutto rimase pagano.
Ci sono diverse versioni sulla sua morte: sarebbe stato ucciso da un fulmine a Greallach Dabhaill vicino al fiume Liffey, oppure tra due colline nel Meath chiamate Erin e Alba. Era padre del re supremo Lughaid mac Loeguire, uno dei dodici figli maschi e due femmine che gli attribuisce la tradizione.